# Frescobol

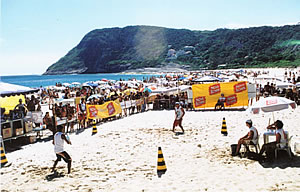
Partie de frescobol au Brésil en 2007.

Le frescobol est un sport qui s'est développé au Brésil juste après la Seconde Guerre mondiale, sur les plages de Copacabana et de Rio de Janeiro.
Les jeux de raquettes comptent parmi les sports les plus pratiqués sur les plages du monde, et certains se sont même structurés autour de fédérations reconnues organisant des compétitions de haut niveau. Ces jeux tirent en fait leurs origines du frescobol, concept inventé par Lian Pontes Carvalho en 1946 sur le principe d’un jeu de balle avec raquettes en bois. Le sport a la particularité de définir les deux joueurs non pas comme des adversaires, mais comme des partenaires.

## Au préalable
Ce sport se pratique normalement sur le sable, mais on peut y jouer n’importe où, à condition de disposer de la place nécessaire.

## Pour découvrir
Le frescobol débute avec une distance réduite entre les deux joueurs (entre 3 et 5 mètres) et on réalise des séries de frappes en essayant de faire le plus grand nombre d’échanges possible sans faire tomber la balle : il faut donc composer avec les points forts de son coéquipier. Dès que les joueurs s'en sentent capables, ils augmentent progressivement la distance entre partenaires, et essayent d’être les plus réguliers possible, cela prolonge au maximum les échanges et le plaisir du jeu.

## Variantes possibles
Il est possible de composer deux ou plusieurs équipes de deux joueurs.
Selon le niveau des pratiquants, les dimensions de terrain sont de 6 mètres de large sur 9 mètres de long, à signaliser par des lignes tracées au sol ou avec des plots (en veillant à éviter tout danger).
Il est interdit aux joueurs de franchir cette ligne. Le but du jeu est d’être la dernière équipe à faire tomber la balle.
Fautes : lorsque la balle tombe par terre (aucun rebond n’est autorisé), ou lorsque la balle est frappée avec autre chose que la raquette.
On peut aussi tracer un cercle d’environ 1 m. de diamètre autour d’un des deux joueurs. Il lui est interdit d’en sortir. Avec le matériel adapté, il est possible de pratiquer ce sport les pieds dans l’eau.